# Irreligión en Albania
La irreligión, el ateísmo y el agnosticismo están presentes entre los albaneses (véase religión en Albania), junto con las creencias predominantes del islam y el cristianismo. La mayoría de los albaneses llevan una vida laica y rechazan las consideraciones religiosas que moldean o condicionan su modo de vida.
La irreligión en Albania surgió después de un período de aumento del anticlericalismo y la secularización en el contexto del aumento del nacionalismo albanés en el Imperio Otomano tardío. Si bien los autores de este período a veces habían utilizado invectivas contra la religión, el primer defensor público del abandono de la religión en sí fue Ismet Toto en 1934 seguido por las obras de Anastas Plasari en 1935. A partir de 1946 bajo el régimen comunista en Albania, la religión se restringió primero, y luego la práctica religiosa pública fue prohibida en 1967 con la adopción del ateísmo estatal por Enver Hoxha aunque algunas prácticas privadas sobrevivieron, y permanecieron así hasta que las restricciones se suavizaron por primera vez en 1985 y luego se eliminaron en 1990 bajo su sucesor Ramiz Alia. Las encuestas realizadas por el PNUD muestran que la gran mayoría de los albaneses están de acuerdo en que el nacionalismo, la falta de religión y la prohibición de la religión durante el régimen comunista han ayudado a sentar las bases de la tolerancia religiosa.
Hoy en día, las estimaciones del tamaño de la población irreligiosa varían ampliamente. A la población autodeclarada atea se le han dado cifras que van desde el 3,6 al 8% y al 9% mientras que otras estimaciones de irreligiosidad han reportado cifras del 39% que se declaran "ateos" (9%) o "no religiosos" (30%), el 61% no dice que la religión sea "importante" para sus vidas y el 72% "no practicantes". Se ha descubierto que muchos albaneses identificados como musulmanes o cristianos practican solo pocas o ninguna de las observancias de su fe. Según estudios realizados en 2008, 2009 y 2015, se descubrió que Albania es el 20.º país menos religioso del mundo, con un 39% de la población religiosa.
La identidad religiosa en Albania suele asignarse por atribución, normalmente por la historia familiar, más que por la práctica real. A pesar de la falta generalizada de práctica religiosa, se ha detectado cierta antipatía hacia los ateos externos en las encuestas, Y aunque hay numerosas figuras públicas que se declaran abiertamente como ateos, también ha habido quejas sobre el discurso público negativo hacia los ateos.

## Historia

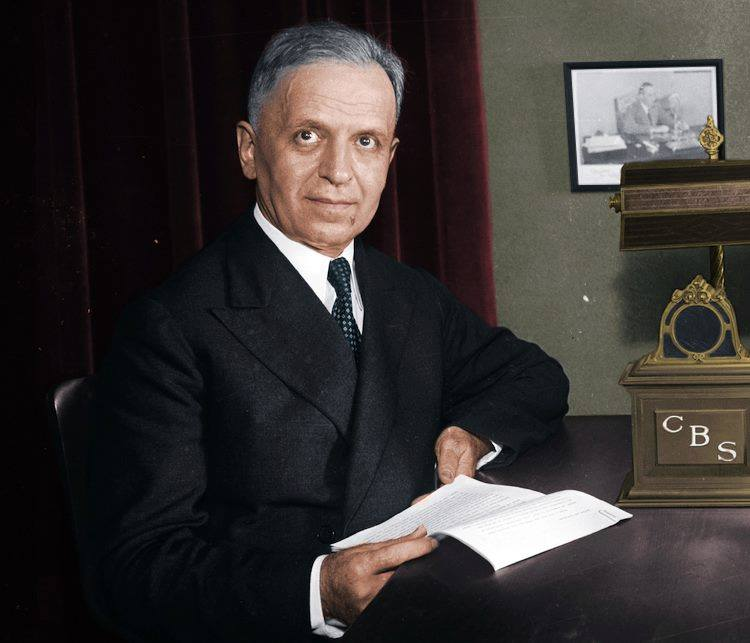
Faik Bey Konica, avivador nacional albanés, quien, dos años después de su conversión del Islam al catolicismo, escribió invectivas contra todas las religiones

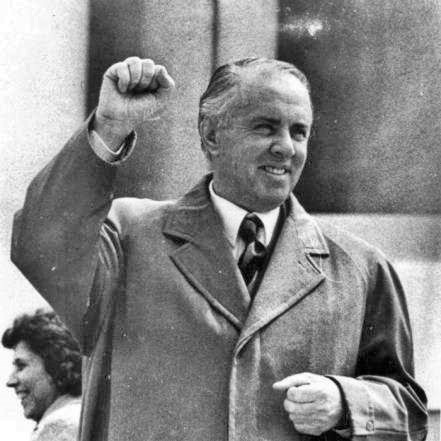
Enver Hoxha tomó las palabras de Pashko Vasa al pie de la letra, prohibiendo la religión pública, aunque continuaron algunas prácticas privadas

A finales de la era otomana, con el fin de superar las divisiones religiosas entre los albaneses entre los miembros de las comunidades locales de musulmanes suníes, cristianos ortodoxos, musulmanes bektashi y católicos romanos. El nacionalismo albanés, tal como surgió, tendía a instar a los albaneses a hacer caso omiso de las diferencias religiosas, argumentando que el fanatismo religioso sectario divisivo era ajeno a la cultura albanesa, y propagaba lo que algunos historiadores denominan una "religión cívica" del albanés. El famoso poema de Vaso Pasha, O moj Shqypni, decía a los albaneses que "hicieran un juramento de no importarles [lit. "mirar"] iglesia o mezquita" porque "la fe de los albaneses es el albanés" (en albanés: feja e shqiptarit është shqiptaria o en albanés gheg: Feja e shqyptarit asht shqyptarija).
Los renovadores nacionales albaneses en el siglo XIX, como Faik Konica, Jani Vreto y Zef Jubani, eran a menudo anticlericales en su retórica (Konica dijo en 1897: "Toda religión de fe me hace vomitar", o albanés: Më vjen për të vjellur nga çdo fe) pero se cree que el primer defensor del ateísmo en la Albania moderna fue Ismet Toto, un publicista y revolucionario cuya polémica antirreligiosa de 1934, Grindje me Klerin ("Pelea con el clero "), fue una de las primeras obras conocidas que abogaba contra la práctica de la religión en sí misma en el idioma albanés. A esto le siguió Sëmundja Fetare ("La enfermedad de la religión"), otra importante polémica antirreligiosa de Anastas Plasari en 1935. El poema Blasfemi de Migjeni, quien fue considerado ateo por muchos, también se destaca por ser antirreligioso. Otra figura importante antes de esa época fue el político y alcalde de Gjirokastër, Hysen Hoxha, tío de Enver Hoxha, quien era considerado un "ateo radical y anticolonialista". Sus puntos de vista ateos influyeron en los de Enver Hoxha.
En su reinado, Ahmet Zogu abrazó los ideales renacentistas de unidad, religiosidad y modernidad europea, y los convirtió en la ideología misma del Estado.

"Nuk ka Zeus, as nuk ka zot,
Ferr, Lugat t'imagjinuar,
po ka popull të paditur,
popull q'ende s'është zgjuar."
— Lasgush Poradeci, Eskursioni teologjik i Sokratit

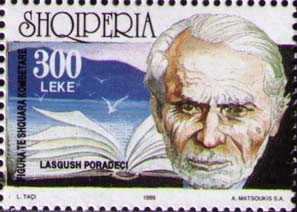
Lasgush Poradeci escribió el poema ateo "Eskursioni teologjik i Sokratit"

Durante la era comunista, Albania pasó de ser un simple estado laico a, en 1967, una entidad que defendía el ateísmo de estado por la cual se prohibió toda práctica pública de la religión, aunque sobrevivieron algunas prácticas privadas. El comienzo de las políticas antirreligiosas implementadas por el Partido Comunista de Albania fue en agosto de 1946, con la Ley de Reforma Agraria que nacionalizó la mayor parte de la propiedad de las instituciones religiosas, restringió la actividad de las instituciones religiosas y precedió a la persecución de muchos clérigos y creyentes y la expulsión de todos los sacerdotes católicos extranjeros.
En 1967, Enver Hoxha tomó literalmente el poema de Pashko Vasa, convirtiendo la lucha contra la división de las afiliaciones religiosas en una lucha contra la religión misma con el fin de reemplazar las lealtades divisivas de las diferentes comunidades religiosas con una lealtad unificadora al estado comunista, y declaró a Albania un estado ateo, en el que la práctica religiosa pública estaba prohibida. En mayo de 1967, los 2.169 edificios religiosos de Albania fueron nacionalizados, y muchos de ellos se convirtieron en centros culturales. Un importante centro de propaganda antirreligiosa fue el Museo Nacional del Ateísmo (en albanés: Muzeu Ateist) en Shkodër, la ciudad considerada por el gobierno como la más conservadora desde el punto de vista religioso. Después de la muerte de Enver Hoxha en 1985, su sucesor, Ramiz Alia, adoptó una postura más tolerante hacia la práctica religiosa, llamándola "un asunto personal y familiar". En 1988 se permitió a los clérigos emigrados volver a entrar en el país y oficiar en los servicios religiosos. La Madre Teresa, de etnia albanesa, visitó Tirana en 1989, donde fue recibida por el ministro de Asuntos Exteriores y por la viuda de Hoxha. En diciembre de 1990, la prohibición de la observancia religiosa se levantó oficialmente, a tiempo para permitir que miles de cristianos asistieran a los servicios de Navidad, aunque otras fuentes informan que la terminación oficial de la prohibición fue en 1991.
En 2014, tras una visita del Papa Francisco a Albania, algunos intelectuales criticaron lo que percibían como una retórica negativa dirigida a los ateos, que vinculaba cada vez más el ateísmo con los "crímenes comunistas" y hablaba del ateísmo como "deficiente", lo que llevó a quejas de que el resurgimiento de un "tabú" antiateo, entre otros problemas. 

## Demografía

### Prevalencia de la irreligión
Diferentes encuestas han arrojado cifras considerablemente diferentes en cuanto al tamaño de la población irreligiosa de Albania. En 1993, una mayoría simple de la población afirmaba que no había "ninguna alianza religiosa", mientras que en 1994 la población irreligiosa era del 74% y en 2005 más del 72% se declaraba en práctica religiosa (el 21% restante era de Islam, el 6% de Ortodoxia y el 3% de Catolicismo). En agosto de 2012, un estudio de Pew Research descubrió que solo el 15 por ciento de la población musulmana, por ejemplo, considera la religión como un factor muy importante en sus vidas, que era el porcentaje más bajo del mundo entre los países con poblaciones musulmanas significativas.
Una encuesta realizada en diciembre de 2024 por la Fundación Konrad Adenauer (KAS) reveló que el 41,5% de los albaneses creen en Dios sin seguir una religión específica (33,8%) o se identifican como ateos o agnósticos (3,2%). Los musulmanes suníes representan el 36,0% de la población, mientras que el 17,2% son cristianos (7,9% católicos, 8,0% ortodoxos y 1,3% protestantes u otras denominaciones cristianas). Además, el 5,7% se adhiere al bektashismo (5,2%) u otras tariqas chiitas (0,5%).

#### Irreligión por condado (censos de 2011 y 2023)
| Rango | Condado (Albania) | % Irreligiosos (2023) | % Irreligiosos (2011) | Cambio (2011-2023) |
| ----- | ----------------- | --------------------- | --------------------- | ------------------ |
| -     | Albania (total)   | 17.38%                | 7.34%                 | +10.04             |
| 01    | Vlorë             | 30.03%                | 16.75%                | +13.28             |
| 02    | Fier              | 23.07%                | 10.98%                | +12.09             |
| 03    | Durrës            | 14.94%                | 4.27%                 | +10.67             |
| 04    | Berat             | 20.27%                | 10.07%                | +10.20             |
| 05    | Tirana            | 19.20%                | 9.04%                 | +10.16             |
| 06    | Elbasan           | 21.89%                | 13.47%                | +8.42              |
| 07    | Gjirokastra       | 21.65%                | 14.68%                | +6.97              |
| 08    | Korçë             | 15.08%                | 9.19%                 | +5.89              |
| 09    | Dibër             | 9.62%                 | 5.04%                 | +4.58              |
| 10    | Kukës             | 6.04%                 | 2.79%                 | +3.25              |
| 11    | Escútari          | 2.27%                 | 0.45%                 | +1.82              |
| 12    | Lezhë             | 2.34%                 | 1.40%                 | +0.94              |

#### Comparación regional
Una encuesta de 2018 basada en tres encuestas de WIN/Gallup International y publicada en el Telegraph del Reino Unido mostró que Albania era el condado menos religioso de los Balcanes, con una actitud de "estilo occidental" hacia la religión, con solo el 39% de los religiosos. En contraste con Macedonia (88%), Kosovo (83%) y Rumanía (77%). En Serbia, Croacia y Grecia la cifra fue del 70% al 72%. En Bosnia la cifra era del 65% de religiosos, mientras que en Bulgaria era del 52%.

### Características de la población general
Se ha encontrado que los albaneses más jóvenes manifiestan más irreligión que sus mayores, haciendo que la tendencia en Albania sea opuesta a la encontrada en Bosnia y se ha encontrado que los de origen ortodoxo reportan la menor importancia de "Dios en sus vidas", seguidos de cerca por los de origen musulmán, mientras que los de origen católico mostraron una mayor "importancia" de Dios en sus vidas" (por ejemplo, el 54,5% de los de origen católico dijeron que Dios era "muy importante en sus vidas", en comparación con el 26,7% de los ortodoxos y el 35,6% de los musulmanes).
Un estudio médico de 2008 en Tirana sobre la relación entre la observancia religiosa y el síndrome coronario agudo descubrió que el 67% de los musulmanes y el 55% de los cristianos eran completamente no observantes de la religión. La asistencia regular a las instituciones religiosas (al menos una vez cada 2 semanas) fue baja en ambas denominaciones (6% en musulmanes y 9% en cristianos), y la asistencia semanal fue muy baja (2% y 1%, respectivamente). La oración frecuente (al menos 2 o 3 veces por semana) fue mayor en los cristianos (29%) que en los musulmanes (17%). Rezar varias veces al día (como se requiere de los musulmanes devotos) era raro (2% en los musulmanes y 3% en los cristianos). El ayuno regular durante el Ramadán o la Cuaresma fue igualmente bajo en musulmanes y cristianos (5% y 6%, respectivamente). En general, los cristianos del estudio eran más observantes que los musulmanes (26% frente a 17%).
Entre 2018 y 2024, el compromiso religioso entre los jóvenes en Albania disminuyó significativamente, según los Estudios de la Juventud de la FES. En 2018, el 31,3% de los jóvenes nunca asistió a servicios religiosos o no pertenecía a una religión, y para 2024, esta cifra había aumentado al 43,7%. La asistencia regular (al menos una vez al mes) bajó del 18,3% al 11,0%, mientras que la asistencia ocasional (menos de una vez al mes) disminuyó del 50,3% al 45,3%.
|  | 43.7% |

|  | 45.3% |

|  | 11.0% |

Un estudio de 2016 sobre la homofobia entre los estudiantes albaneses encontró que una disminución en el nivel de creencia religiosa se correlacionó con una menor detección de homofobia, mientras que no se observó ninguna diferencia entre aquellos que se identificaban con el catolicismo o el islam.
Un estudio realizado por el Programa de las Naciones Unidas para el Desarrollo en 2018 mostró que el 62,7% de los albaneses no practica la religión, mientras que el 37,3% sí la practica.
Según la investigación, Albania es el único país en lo que respecta a la práctica de la circuncisión inferior a la esperada, ya que el 36,8% de los hombres están circuncidados. Incluso entre los musulmanes, la tasa es del 46,5%, mientras que entre los bektashis es más baja, del 21%. Esto contrasta con la práctica casi universal de la circuncisión como costumbre islámica entre los musulmanes de todo el mundo.
Una encuesta de 2024 realizada por el Instituto para la Democracia y la Mediación preguntó sobre la práctica ritual en Albania y arrojó los siguientes resultados:
|  | 10.5% |

|  | 30.3% |

|  | 44.2% |

|  | 5.6% |

|  | 8.9% |

|  | 0.5% |

### Prevalencia de creencias específicas
En la Encuesta Europea de Valores de 2008, Albania tenía la mayor incredulidad en la vida después de la muerte entre todos los demás países, con un 74,3% que no creía en ella.
Según el estudio de WIN/Gallup International de 2016 sobre las creencias de los albaneses:
- El 80% creía en un dios
- El 40% creía en la vida después de la muerte
- El 57% cree que las personas tienen alma
- El 40% creía en el infierno
- El 42% creía en el cielo[50]

En la oleada 6 de la Encuesta Mundial de Valores (2017-2022), Albania tenía la creencia más baja en la vida después de la muerte en Europa, con un 22,7%.
|  | 22.7% |

|  | 57.9% |

|  | 19% |

|  | 0.4% |

## Sociedad

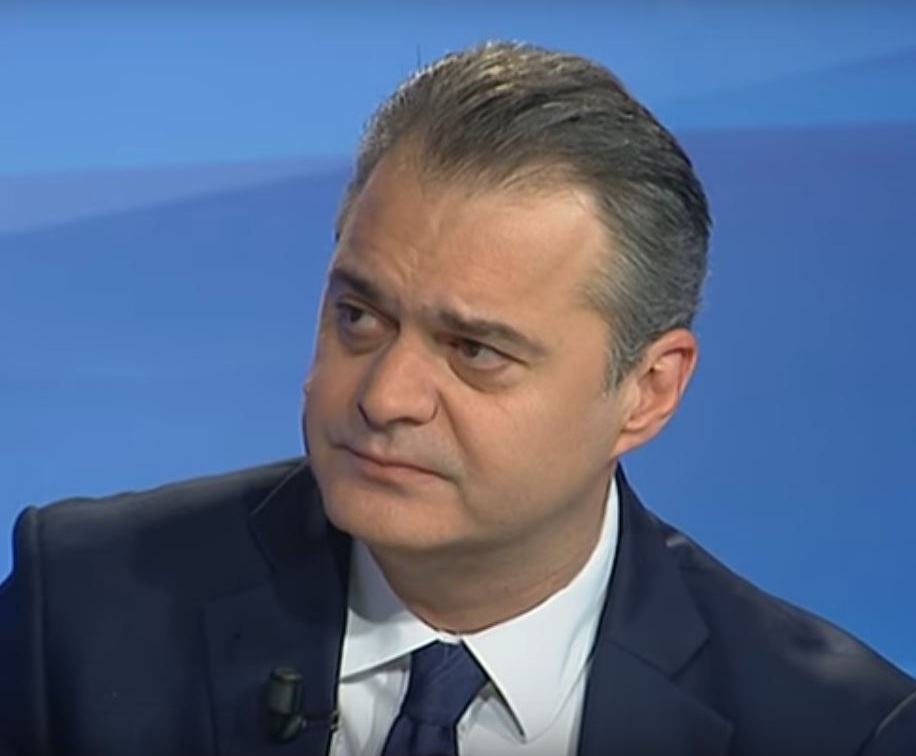
Ben Blushi, político que se identifica como ateo

En Albania, la identidad religiosa generalmente se define por atribución, generalmente a través de los antecedentes religiosos familiares, en lugar de la adhesión real, e independientemente de la religiosidad o falta de religiosidad de un individuo, aún puede ser socialmente significativa, ya que ocasionalmente está vinculada a factores socioeconómicos y culturales históricos en algunos contextos.

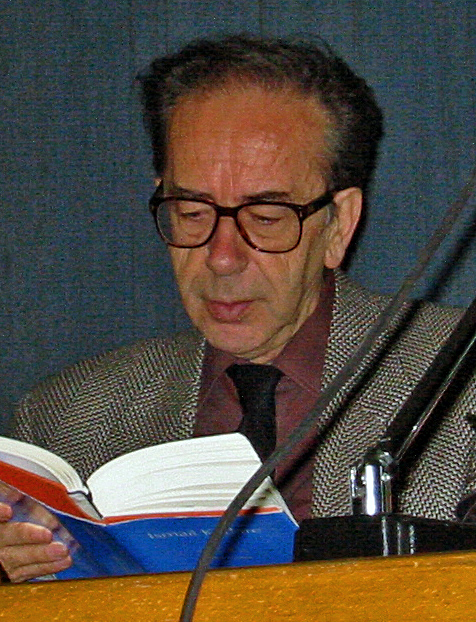
Ismail Kadaré, el famoso novelista, se ha declarado ateo

Algunos ateos contemporáneos albaneses bien conocidos incluyen a Ismail Kadaré, Eneda Tarifa, Dritëro Agolli, Ben Blushi, Andi Bushati, Fatos Lubonja, Mustafa Nano, Saimir Pirgu, Diana Çuli, Elton Deda, Fatos Tarifa, Edmond Tupja, Ylli Rakipi, Gilman Bakalli, Yll Rugova, Blendi Fevziu, Moikom Zeqo y Rrahman Parllaku.
En una edición de la Encuesta Mundial de Valores, el 19,7% de los católicos, el 17% de los musulmanes y el 9,4% de los ortodoxos "estuvieron muy de acuerdo" en que "aquellos que no creen en Dios" no son aptos para el cargo (total de acuerdo: 47,3% de los católicos, 46,9% de los musulmanes y 37% de los ortodoxos). Según un estudio de 2011 realizado por Ipsos, el 53,5% de los albaneses consideraba que los ateos eran "similares" a ellos, mientras que el 34,1% los consideraba "diferentes".
Algunos intelectuales albaneses se han quejado del resurgimiento de un "tabú" contra el ateísmo, como se ve en la retórica que rodeó la visita del Papa en 2014 al país, donde el ateísmo estaba vinculado a "crímenes comunistas" y se consideraba "deficiente", y que la nueva constitución albanesa reivindica la confianza en Dios como un valor "universal" a pesar del número significativo de personas que no creen en Dios en el país. También ha habido quejas sobre el discurso, tanto en Albania como por parte de los extranjeros, que cita estadísticas de las proporciones tradicionales de población de las diferentes sectas musulmanas y cristianas presentes, lo que mostraría que el país es un país 100% religioso, borrando así la presencia de los irreligiosos.
El primer ministro Edi Rama (él mismo de origen católico y ortodoxo con una esposa musulmana y habiendo expresado dudas sobre la existencia de Dios) ha afirmado que la armonía religiosa tradicional de Albania, tradicionalmente definida como entre las cuatro religiones principales del Islam sunita, el cristianismo ortodoxo, el Islam Bektashi y el cristianismo católico romano, también debería incluir a los irreligiosos. Sin embargo, en un discurso público de 2018 ha utilizado la palabra pafe (infiel) como insulto contra sus oponentes políticos.

### Religiones
- Cristianismo en Albania
- Iglesia católica en Albania
- Ortodoxia en Albania
- Islam en Albania
- Protestantismo en Albania
- Judaísmo en Albania